# Sur, Oman
Sur (arabsko صُوْر, latinizirano: Ṣūr) je glavno mesto governorata Južni Aš Šarkija in nekdanje glavno mesto regije Aš Šarkija v severovzhodnem Omanu, na obali Omanskega zaliva. Leži okoli 150 km jugovzhodno od omanske prestolnice Maskat. Zgodovinsko gledano je mesto znano kot pomembna ciljna točka za pomorščake. Danes je morje še vedno pomemben del življenja v Suru.

## Geografija
20 km severno od Sura je porušeno mesto Kalhat ali Galhat, ki je igralo pomembno vlogo v kraljestvu Hormus, vazalni državi, najprej odvisni od Perzijskega cesarstva in kasneje od Portugalcev. UNESCO je to območje postavil pod posebno zaščito.
V zaledju mesta Sur je Vadi Šab, ena dih jemajočih dolin, kjer se vidi skalne formacije različnih velikosti in veliko vegetacije, slap in jamo.

### Podnebje
Sur doživlja vroče puščavsko podnebje z zelo malo padavinami in visokimi temperaturami. Zaradi svoje obalne lege nočne temperature Sura nikoli niso zelo nizke. Ni izrazite bolj mokre sezone, vendar je marec najbolj deževen mesec, september pa najbolj suh.
Sur občasno prizadenejo cikloni. Leta 2007 je mesto prizadel ciklon Gonu, leta 2010 pa je Sur prizadel ciklon Phet.

## Zgodovina
Do 6. stoletja je bil Sur uveljavljeno središče za trgovino z vzhodno Afriko.
Ibn Batuta je komentiral svoj obisk te »obcestne velike vasi na morski obali«.  V 16. stoletju je bilo pod portugalsko oblastjo, vendar ga je osvobodil omanski imam Nasir ibn Muršid (1624-1649) in je doživelo gospodarsko oživitev kot trgovsko središče z Indijo in vzhodno Afriko. To se je nadaljevalo do sredine 19. stoletja, ko so Britanci trgovino s sužnji prepovedali. Mesto je dodatno uničilo odprtje Sueškega prekopa (1869), potem ko so mesto uničili vahabiti (1865), je Sur dokončno izgubil svoj pomen za trgovino z Indijo.
Dolga tradicija Sura kot pomorskega mesta se ohranja še danes. Mesto je središče tradicionalne gradnje dhovov, tj. ladij, s katerimi so do 19. stoletja potekala trgovska potovanja v Afriko in Indijo.
V vasi sta univerza Sur University College in Sur College of Applied Sciences, ki je primerljiva s tehnično visoko šolo.

## Ladjedelnica
Je eno od znanih mest v regiji Zaliva po gradnji lesenih ladij. Njegova zgodovinska lokacija mu omogoča spremljanje Omanskega zaliva in Indijskega oceana. V tem mestu je bilo zgrajenih veliko ladij, kot sta sambuk in ghandža. Včasih so šli vse do Kitajske, Indije, Zanzibarja, Iraka in mnogih drugih držav. Ta plovila so uporabljali tudi pri nabiranju biserov.

## Znamenitosti
Svetilnik Sur predstavlja odlično možnost za pogled na mesto in plažo ter razumevanje geografije mesta. Stavba, z nevtralnimi barvami, ki poudarjajo turkizno kupolo na stropu, je občudovanja vredna. Čeprav je sam svetilnik zaprt, nudi sprehod do njega lepe razglede, še posebej ob sončnem zahodu.
Tako kot v Maskatu je Corniche (ali obalna cesta) v Suru odlična za sprehod.
Blizu Sura je rezervat želv Ras Al Džinz. Za ogled je primerna sezona od julija do oktobra in to ob sončnem zahodu ali zjutraj, ko se vidi velike luknje v pesku, v katerih prebivajo želve.

## Galerija
- Ulica ob plaži Omanskega zaliva z vzhodnim gorovjem Hadžar v ozadju
- Svetilnik Sur
- Zasidran dhov s stražnim stolpom Al-Ajja na vrhu hriba v ozadju
- Stražni stolpi na gričih s pogledom na Arabsko morje